# 6. јун
6. јун (6.6.) је 157. дан године по грегоријанском календару (158. у преступној години). До краја године има још 208 дана.

## Догађаји
- 1508 — Максимилијан I, цар Светог римског царства поражен од стране Млечана у Фурланији. Заузврат потписује трогодишње примирје и препушта неколико територија Венецији.
- 1513 — Италијански ратови: битка код Новаре - Масимилијано Сфорца уз помоћ швајцарских најамника наноси пораз Французима и поново преузима власт у Милану.
- 1523 — Густав Васа је изабран за краља Шведске, што је означио симболични крај Калмарске уније.
- 1654 — Абдицирала шведска краљица Кристина од Шведске под оптужбама за расипништво и разузданост, а на престо је дошао Карл X Густав. Краљица је остатак живота провела по културним центрима Европе, а сахрањена је у цркви Светог Петра у Риму.
- 1683 — У Оксфорду, у Енглеској отворен први јавни музеј у свету "Ешмолиен".
- 1801 — Мировним споразумом у Бадахозу завршен шестогодишњи рат између Шпаније и Португалије. Португалија је изгубила део територије источно од реке Гвадијане.
- 1859 — Квинсленд је постало одвојена колонија од Новог Јужног Велса.
- 1871 — Немачка је анектирала Алзас, након пораза Француске у француско-пруском рату.
- 1919 — Укинута је Република Прекомурје.
- 1933 — У Њу Џерзију је отворен први ауто биоскоп, који је могао да прими 400 аутомобила.
- 1941 — Адолф Хитлер издао Комесарско наређење тј. Смернице за третман политичких комесара (Richtlinien für die Behandlung politischer Kommissare). Наређење је захтевало да сваки совјетски политички комесар откривен међу заробљеним војницима буде одмах стрељан.
- 1942 — Амерички понирући бомбардери су потопили четири јапанска носача авиона у бици код Мидвеја.
- 1944 — Савезничке снаге у Другом светском рату искрцале се у Нормандији у највећем десанту у историји.
- 1949 — Објављена књига Џорџа Орвела "1984", визија света којим влада Велики Брат.
- 1954 — Преносом манифестације „Фестивал цвећа“ из Швајцарске почела је с радом Евровизија, телевизијска мрежа европских земаља.
- 1967 — Египат затворио Суецки канал, дан после избијања израелско-арапског рата.
- 1972 — У експлозији у руднику угља у Родезији је погинуо 431 рудар.
- 1981 — У најтежој несрећи у историји железнице погинуло најмање 800 људи кад је седам вагона претрпаног путничког воза исклизнуло из шина и пало у реку Коси у држави Бихар у Индији.
- 1982 — Израел почео инвазију Либана у настојању да истера припаднике Палестинске ослободилачке организације.
- 1984 — Тетрис, једна од најпознатијих видео игара, је угледала светлост дана.
- 1984 — У сукобу војске и екстремистичких Сика који су се забарикадирали у комплекс „Златног храма“ у Амрицару, према индијским војним изворима погинуло је најмање 250 Сика и 47 војника. Поједини медији су објавили да је погинуло око хиљаду људи.
- 1985 — Израел је после трогодишње окупације повукао већи део снага из Либана, али је задржао гранични појас унутар те земље.
- 1994 — Срушио се кинески авион који је летео на унутрашњој линији из туристичког центра Си'ан. Погинуло је свих 160 путника и чланова посаде.
- 1995 — У Јужноафричкој Републици укинута смртна казна.
- 2000 — Ференц Мадл постао нови председник Мађарске.
- 2001 —
  - Посланик Либералног савеза Весна Перовић постала је председница Скупштине Црне Горе, као прва жена у историји Црне Горе изабрана на ту функцију.
  - Францускиња Мари Бремонт, за коју се веровало да је најстарија особа на свету, умрла је у сну у 115-ој години живота.
- 2002 — Индијске снаге безбедности убиле су Мохамеда Рафика Лонеа, вођу исламске побуњеничке групе Харкат-ул-Џехади, која се бори за припајање индијске провинције Кашмир Пакистану.
- 2003 — Жена, бомбаш самоубица, усмртила је себе и још најмање 17 људи, улазећи у аутобус у северној руској републици Осетија, која се граничи са Чеченијом.
- 2006 — Република Србија, као следбеник Србије и Црне Горе, постала независна и међународно призната држава.

## Рођења
- 1606 — Пјер Корнеј, француски даматург. (прем. 1684)[1]
- 1799 — Александар Пушкин, руски књижевник. (прем. 1837)[2]
- 1854 — Анте Ковачић, хрватски писац и песник. (прем. 1889)[3]
- 1868 — Роберт Фалкон Скот, енглески истраживач. (прем. 1912)[4]
- 1875 — Томас Ман, немачки писац, добитник Нобелове награде за књижевност (1929). (прем. 1955)[5]
- 1901 — Сукарно, индонежански политичар, 1. председник Индонезије и један од оснивача Покрета несврстаних. (прем. 1970)[6]
- 1903 — Арам Хачатурјан, совјетско-јерменски композитор и диригент. (прем. 1978)[7]
- 1906 — Милорад Арсенијевић, југословенски и српски фудбалер и фудбалски тренер. (прем. 1987)[8]
- 1915 — Дивна Ђоковић, југословенска и српска глумица. (прем. 2005)[9]
- 1928 — Ксенија Јовановић, српска глумица. (прем. 2012)[10]
- 1933 — Хајнрих Рорер, швајцарски физичар, добитник Нобелове награде за физику (1986). (прем. 2013)[11]
- 1938 — Ива Марјановић, хрватска глумица.[12]
- 1947 — Роберт Инглунд, амерички глумац и редитељ.[13]
- 1948 — Нада Обрић, српска певачица.[14]
- 1948 — Владимир Савчић Чоби, српски музичар и глумац. (прем. 2009)[15]
- 1956 — Бјерн Борг, шведски тенисер.[16]
- 1959 — Снежана Ђуришић, српска певачица.
- 1960 — Стив Вај, амерички музичар (најпознатији као гитариста) и музички продуцент.[17]
- 1962 — Масимо Савић, хрватски музичар. († 2022)
- 1963 — Џејсон Ајзакс, енглески глумац и продуцент.[18]
- 1963 — Венсан Коле, француски кошаркаш и кошаркашки тренер.[19]
- 1966 — Анђела Кавања, италијанска глумица, модел и ТВ личност.[20]
- 1967 — Пол Џијамати, амерички глумац, комичар и продуцент.[21]
- 1968 — Ненад Марковић, босанскохерцеговачки кошаркаш и кошаркашки тренер.[22]
- 1973 — Кораима Торес, венецуеланска глумица.[23]
- 1976 — Владо Георгиев, српски музичар и музички продуцент.[24]
- 1986 — Владимир Волков, црногорски фудбалер.[25]
- 1997 — Маја Алексић, српска одбојкашица.[26]

## Смрти
- 1861 — Гроф Камило Бенсо Кавур, италијански државник, први премијер уједињене Италије. (рођ. 1810).[27]
- 1948 — Луј Лимијер, француски научник, са братом Огистом творац прве филмске камере. (рођ. 1864).[28]
- 1956 — Хајрам Бингам, амерички археолог. (рођ. 1875).
- 1961 — Карл Густав Јунг, швајцарски психијатар. (рођ. 1875).[29]
- 1962 — Ив Клајн, француски уметник. (рођ. 1928).[30]
- 2005 — Ен Банкрофт (Ана Марија Италијано), америчка филмска глумица, добитница "Оскар"-а. (рођ. 1931).[31]
- 2012 — Немања Нешић, веслач, репрезентативац. (рођ. 1988).
- 2013 — Естер Вилијамс, америчка филмска глумица и пливачица, светска рекордерка. (рођ. 1921).[32]
- 2015 — Пјер Брис (Пјер Луј Барон де Брис), француски глумац, славни "Винету". (рођ. 1929).
- 2016 — Виктор Корчној, руско-швајцарски шаховски велемајстор. (рођ. 1931).[33]
- 2021. — Јован И. Деретић, српски публициста (рођ. 1939).
- 2022. — Илона Ковач, српска стогодишњакиња (рођ. 1914).

## Празници и дани сећања
- Српска православна црква слави:
  - Преподобног Симеона Столпника Дивногорца
  - Свете мученике Мелетија стратилата и хиљаду двеста осамнаест војника са женама и децом
  - Преподобног Никиту Столпника